# Audioslave
Audioslave var et rock/funk-gruppe, der blev dannet i 2001 af Chris Cornell (tidligere forsanger i Soundgarden) og Tom Morello, Tim Commerford og Brad Wilk fra Rage Against The Machine. Chris Cornell forlod i 2007 gruppen pga. musikalsk uenighed. I 2017  annoncerede de deres genforening og tre dage efter optrådte Audioslave for første gang i over et år hos Profets of Rage's Anti-Inaugural Ball.
Den 18. maj 2017 blev Chris Cornell fundet død på sit hotelværelse i Detroit i en alder af 52 år efter at have spillet et Soundgarden-show.

## Diskografi
- Audioslave (2002)
- Out of Exile (2005)
- Revelations (2006)